# Лахта (Бокситогорский район)
Лахта (вепс. Laht) — деревня в Ефимовском городском поселении Бокситогорского района Ленинградской области.

## История
Название — от фин. lahti — залив.

ЛАХТА — деревня Прокушевского общества, прихода Пелушского погоста. 

Крестьянских дворов — 5. Строений — 7, в том числе жилых — 5. Жители занимаются рубкой, возкой и сплавом леса.

Число жителей по семейным спискам 1879 г.: 7 м. п., 15 ж. п.; по приходским сведениям 1879 г.: 19 м. п., 15 ж. п.

В конце XIX — начале XX века деревня административно относилась к Борисовщинской волости 5-го земского участка 3-го стана Тихвинского уезда Новгородской губернии.
В начале XX века близ деревни находился курган.

ЛАХТА — деревня Прокушевского общества, дворов — 10, жилых домов — 10, число жителей: 22 м. п., 23 ж. п.

Занятия жителей — земледелие. Речка Шаймера. (1910 год)

По данным 1933 года деревня называлась Чухарская Лахта и входила в состав Прокушевского вепсского национального сельсовета Ефимовского района.
По данным 1966, 1973 и 1990 годов деревня Лахта входила в состав Сидоровского сельсовета Бокситогорского района. В 21 км от деревни находился Боровский лесопункт узкоколейной железной дороги Ефимовского лестрансхоза.
В 1997 году в деревне Лахта Сидоровской волости проживали 3 человека, в 2002 году — 2 человека (все русские).
В 2007 году в деревне Лахта Радогощинского СП был зарегистрирован 1 человек, в 2010 году — 3, в 2015 году — 2 человека.
В мае 2019 года Радогощинское сельское поселение вошло в состав Ефимовского городского поселения.

## География
Деревня расположена в северо-восточной части района на автодороге 41К-040 (Пелуши — Сидорово).
Расстояние до деревни Радогощь — 21 км.
Деревня находится на правом берегу реки Шяймерка.

## Демография
| 1997 | 2002 | 2007 | 2010 | 2017 |
| ---- | ---- | ---- | ---- | ---- |
| 3    | ↘2   | ↘1   | ↗3   | ↘2   |

## Инфраструктура
На 1 января 2017 года в деревне было зарегистрировано: домохозяйств — 1, проживающих постоянно — 1 человек.